# Olympische Sommerspiele 1952/Schwimmen – 100 m Freistil (Männer)
Der Schwimmwettkampf über 100 Meter Freistil der Männer bei den Olympischen Spielen 1952 in Helsinki wurde am 26. und 27. Juli ausgetragen. Der US-Amerikaner Clarke Scholes gewann die Goldmedaille. Silber ging an den Japaner Hiroshi Suzuki und Bronze an Göran Larsson aus Schweden.

## Ergebnisse

### Vorläufe
Die 24 schnellsten Athleten aller Läufe qualifizierten sich für das Halbfinale.
Lauf 1
| Rang | Athlet              | Nation     | Zeit       | Anm. |
| ---- | ------------------- | ---------- | ---------- | ---- |
| 1    | Yoshihiro Hamaguchi | Japan      | 58,0 s     |      |
| 2    | Aldo Eminente       | Frankreich | 58,2 s     |      |
| 3    | Iosif Novac         | Rumänien   | 1:00,5 min |      |
| 4    | René Muñiz          | Mexiko     | 1:00,5 min |      |
| 5    | Leo Telivuo         | Finnland   | 1:02,0 min |      |
| 6    | Ricardo Conde       | Spanien    | 1:02,6 min |      |
| 7    | Nahum Buch          | Israel     | 1:05,6 min |      |

Lauf 2
| Rang | Athlet             | Nation         | Zeit       | Anm. |
| ---- | ------------------ | -------------- | ---------- | ---- |
| 1    | Ronald Roberts     | Großbritannien | 59,5 s     |      |
| 2    | Olle Johansson     | Schweden       | 1:00,5 min |      |
| 3    | Neo Chwee Kok      | Singapur       | 1:00,6 min |      |
| 4    | Frank O’Neill      | Australien     | 1:00,6 min |      |
| 5    | Francisco Monteiro | Hongkong       | 1:03,1 min |      |
| 6    | Robert Cook        | Bermuda        | 1:04,1 min |      |

Lauf 3
| Rang | Athlet          | Nation                | Zeit       | Anm. |
| ---- | --------------- | --------------------- | ---------- | ---- |
| 1    | Rex Aubrey      | Australien            | 58,2 s     |      |
| 2    | Alex Jany       | Frankreich            | 58,9 s     |      |
| 3    | Lew Balandin    | Sowjetunion           | 58,9 s     |      |
| 4    | John Durr       | Südafrikanische Union | 1:00,0 min |      |
| 5    | Cheung Kin Man  | Hongkong              | 1:00,3 min |      |
| 6    | Hernán Avilés   | Chile                 | 1:02,8 min |      |
| 7    | Walter Bardgett | Bermuda               | 1:04,4 min |      |

Lauf 4
| Rang | Athlet           | Nation             | Zeit       | Anm. |
| ---- | ---------------- | ------------------ | ---------- | ---- |
| 1    | Dick Cleveland   | Vereinigte Staaten | 57,8 s     |      |
| 2    | Hiroshi Suzuki   | Japan              | 58,0 s     |      |
| 3    | Carlo Pedersoli  | Italien            | 58,8 s     |      |
| 4    | Federico Zwanck  | Argentinien        | 1:01,2 min |      |
| 5    | Haroldo Lara     | Brasilien          | 1:01,2 min |      |
| 6    | Fernando Madeira | Portugal           | 1:02,6 min |      |
| 7    | Isaac Monsoor    | Indien             | 1:10,8 min |      |

Lauf 5
| Rang | Athlet               | Nation             | Zeit       | Anm. |
| ---- | -------------------- | ------------------ | ---------- | ---- |
| 1    | Ronald Gora          | Vereinigte Staaten | 58,0 s     |      |
| 2    | György Ipacs         | Ungarn             | 59,1 s     |      |
| 3    | Juan Lanz            | Mexiko             | 1:00,9 min |      |
| 4    | Michel Vandamme      | Frankreich         | 1:00,9 min |      |
| 5    | Pentti Ikonen        | Finnland           | 1:01,1 min |      |
| 6    | Óscar Saiz           | Venezuela          | 1:01,7 min |      |
| 7    | Abdel Aziz El-Shafei | Ägypten            | 1:02,0 min |      |

Lauf 6
| Rang | Athlet           | Nation             | Zeit       | Anm. |
| ---- | ---------------- | ------------------ | ---------- | ---- |
| 1    | Göran Larsson    | Schweden           | 57,5 s     |      |
| 2    | Clarke Scholes   | Vereinigte Staaten | 58,3 s     |      |
| 3    | Nicasio Silverio | Kuba               | 1:00,0 min |      |
| 4    | Roberto Queralt  | Spanien            | 1:01,6 min |      |
| 5    | Aram Boghossian  | Brasilien          | 1:02,0 min |      |
| 6    | Mauno Valkeinen  | Finnland           | 1:02,5 min |      |
| 7    | Nguyễn Văn Phan  | Vietnam            | 1:05,0 min |      |

Lauf 7
| Rang | Athlet            | Nation         | Zeit       | Anm. |
| ---- | ----------------- | -------------- | ---------- | ---- |
| 1    | Jack Wardrop      | Großbritannien | 58,9 s     |      |
| 2    | Lucien Beaumont   | Kanada         | 1:00,4 min |      |
| 3    | Alberto Isaac     | Mexiko         | 1:01,4 min |      |
| 4    | Marcello Trabucco | Argentinien    | 1:01,5 min |      |
| 5    | Dorri El-Said     | Ägypten        | 1:02,3 min |      |
| 6    | Guilherme Patroni | Portugal       | 1:03,7 min |      |
| 7    | Michel Currat     | Schweiz        | 1:07,2 min |      |

Lauf 8
| Rang | Athlet            | Nation                | Zeit       | Anm. |
| ---- | ----------------- | --------------------- | ---------- | ---- |
| 1    | Tōru Gotō         | Japan                 | 58,3 s     |      |
| 2    | Joris Tjebbes     | Niederlande           | 59,1 s     |      |
| 3    | Endel Edasi       | Sowjetunion           | 1:00,1 min |      |
| 4    | Dennis Ford       | Südafrikanische Union | 1:01,3 min |      |
| 5    | Per Olsen         | Norwegen              | 1:02,1 min |      |
| 6    | Alfonso Buonocore | Italien               | 1:02,3 min |      |
| 7    | Geoffrey Marks    | Ceylon                | 1:04,1 min |      |

Lauf 9
| Rang | Athlet               | Nation         | Zeit       | Anm. |
| ---- | -------------------- | -------------- | ---------- | ---- |
| 1    | Géza Kádas           | Ungarn         | 58,4 s     |      |
| 2    | Thomas Welsh         | Großbritannien | 59,5 s     |      |
| 3    | Vladimir Skomarovsky | Sowjetunion    | 1:00,0 min |      |
| 4    | Peter Salmon         | Kanada         | 1:01,0 min |      |
| 5    | Lars Svantesson      | Schweden       | 1:01,4 min |      |
| 6    | José Valdes          | Guatemala      | 1:04,5 min |      |

### Halbfinale
Lauf 1
| Rang | Athlet              | Nation             | Zeit   | Anm.              |
| ---- | ------------------- | ------------------ | ------ | ----------------- |
| 1    | Clarke Scholes      | Vereinigte Staaten | 57,1 s |                   |
| 2    | Göran Larsson       | Schweden           | 57,8 s |                   |
| 3    | Yoshihiro Hamaguchi | Japan              | 58,3 s | Entscheidungslauf |
| 4    | Aldo Eminente       | Frankreich         | 58,3 s | Entscheidungslauf |
| 5    | Carlo Pedersoli     | Italien            | 58,9 s |                   |
| 6    | Jack Wardrop        | Großbritannien     | 59,4 s |                   |
| 7    | Endel Edasi         | Sowjetunion        | 59,8 s |                   |
| 8    | Nicasio Silverio    | Kuba               | 59,9 s |                   |

Lauf 2
| Rang | Athlet         | Nation                | Zeit       | Anm. |
| ---- | -------------- | --------------------- | ---------- | ---- |
| 1    | Géza Kádas     | Ungarn                | 57,8 s     |      |
| 2    | Hiroshi Suzuki | Japan                 | 58,0 s     |      |
| 3    | Dick Cleveland | Vereinigte Staaten    | 58,6 s     |      |
| 4    | Lew Balandin   | Sowjetunion           | 58,8 s     |      |
| 5    | Joris Tjebbes  | Niederlande           | 59,8 s     |      |
| 6    | John Durr      | Südafrikanische Union | 1:00,2 min |      |
| 7    | Thomas Welsh   | Großbritannien        | 1:00,3 min |      |
| 8    | Cheung Kin Man | Hongkong              | 1:00,9 min |      |

Lauf 3
| Rang | Athlet               | Nation             | Zeit       | Anm.              |
| ---- | -------------------- | ------------------ | ---------- | ----------------- |
| 1    | Ronald Gora          | Vereinigte Staaten | 57,7 s     |                   |
| 2    | Rex Aubrey           | Australien         | 57,8 s     |                   |
| 3    | Tōru Gotō            | Japan              | 58,3 s     | Entscheidungslauf |
| 4    | Alex Jany            | Frankreich         | 58,9 s     |                   |
| 5    | Lucien Beaumont      | Kanada             | 59,3 s     |                   |
| 6    | György Ipacs         | Ungarn             | 59,4 s     |                   |
| 7    | Ronald Roberts       | Großbritannien     | 59,5 s     |                   |
| 8    | Vladimir Skomarovsky | Sowjetunion        | 1:01,1 min |                   |

Entscheidungslauf
Da drei Athleten die gleiche Zeit schwammen, mussten diese in einem Entscheidungslauf um die letzten beiden Plätze für das Finale antreten,
| Rang | Athlet              | Nation     | Zeit   | Anm. |
| ---- | ------------------- | ---------- | ------ | ---- |
| 1    | Tōru Gotō           | Japan      | 58,5 s |      |
| 2    | Aldo Eminente       | Frankreich | 58,8 s |      |
| 3    | Yoshihiro Hamaguchi | Japan      | 59,1 s |      |

### Finale
| Rang | Athlet         | Nation             | Zeit   | Anm. |
| ---- | -------------- | ------------------ | ------ | ---- |
| 1    | Clarke Scholes | Vereinigte Staaten | 57,4 s |      |
| 2    | Hiroshi Suzuki | Japan              | 57,4 s |      |
| 3    | Göran Larsson  | Schweden           | 58,2 s |      |
| 4    | Tōru Gotō      | Japan              | 58,5 s |      |
| 5    | Géza Kádas     | Ungarn             | 58,6 s |      |
| 6    | Rex Aubrey     | Australien         | 58,7 s |      |
| 7    | Aldo Eminente  | Frankreich         | 58,7 s |      |
| 8    | Ronald Gora    | Vereinigte Staaten | 58,8 s |      |